# Мубарак-Эль-Кабир
Мубарак-Эль-Кабир (араб. مبارك الكبير‎) — административный центр губернаторства (мухафаза) Мубарак-эль-Кабир, один из 11 районов провинции. Площадь — 6,1 км². Население — 42 356 человек (2016 год).
Расположен на юге губернаторства, в 15 км от столицы страны Эль-Кувейта, в 1,5 км от побережья Персидского залива. 
В период 2010—2015 года рост населения составил +3,81%/год.